# شیگهارو اوئکی
شیگهارو اوئکی (به انگلیسی: Shigeharu Ueki) بازیکن فوتبال اهل ژاپن و عضو تیم ملی فوتبال ژاپن است که در تاریخ ۱۳ ژوئیه ۱۹۷۹ میلادی اولین بازی ملی‌اش را انجام داد. او در ۱ بازی ملی حضور داشت و آخرین بازی ملی خود را در تاریخ ۱۳ ژوئیه ۱۹۷۹ میلادی انجام داد. شیگهارو اوئکی در بازی‌های ملی‌اش
گلی به ثمر نرساند.